# Belgische School te Athene
Die Belgische School te Athene oder École Belge d’Athènes (griechisch Βελγική Σχολή Αθηνών, kurz EBSA oder BSA oder EBA) ist eines von 17 ausländischen archäologischen Instituten in Griechenland, die alle ihren Hauptsitz in Athen haben.
Die Schule wurde 1985 begründet, indem die griechische Regierung das Comité des fouilles belges en Grèce a.s.b.l. in den Rang einer „Archäologischen Schule“ erhob, mit der Auflage allerdings, ihren Sitz in Athen zu nehmen. Das Komitee selbst wurde 1965 als Non-Profit-Organisation der Nachfolger des Centre national des fouilles à l’extérieur, einer 1962 auf Privatinitiative gegründeten Organisation, die die belgischen archäologischen Aktivitäten in Griechenland koordinierte und beaufsichtigte. Die Gründer des Centre national waren drei ehemalige belgische Angehörige der École française d’Athènes, die seit Beginn des 20. Jahrhunderts mit der belgischen Archäologie in Griechenland zusammenarbeitete.
Als erste Aktivität wurde im Jahr 1963 die Ausgrabung in Thorikos begonnen, zunächst mit Unterstützung des belgischen Fonds de la recherche fondamentale collective à l’initiative des chercheurs, später des Fonds Wetenschappelijk Onderzoek/Fonds National de la Recherche Scientifique, beides ministerielle Einrichtungen. Das Anfang der 1970er Jahre errichtete Grabungshaus in Thorikos wurde zum Zentrum der belgischen archäologischen Mission in Griechenland und entwickelte sich zu einer mit allen zur Forschung nötigen Einrichtungen ausgestatteten Anlaufstelle.
Seit 1999 erhielt die belgische Schule ein jährliches Budget für die logistische Unterstützung; finanzielle Sicherheit erreichte sie aber erst 2002 mit der Gründung des Centre belge de recherches archéologiques en Grèce, das von den belgischen Universitäten, dem Staat und den Königlichen Museen der Schönen Künste in Brüssel getragen wird. 2003 wurde schließlich griechischen Gesetzen entsprechend die Belgische School te Athene/École belge d’Athènes als Gesellschaft griechischen Rechts mit Sitz in Athen gegründet. Erste Direktorin war Christiane Tytgat, die zuvor an der École Française arbeitete. Ab 2007 wurde die Schule von Steven Soetens geleitet. Sein Nachfolger war von 2012 bis 2022 Jan Driessen, seither ist Athena Tsingarida Direktorin der Schule.
Aktuelle Forschungen konzentrieren sich auf die Ausgrabung in Thorikos, in Sission auf Kreta und in Titane bei Korinth. Die Belgische Schule gibt kein eigenes Publikationsorgan heraus, beteiligt sich aber an der Herausgabe von Zeitschriften belgischer Universitäten. Die Schule veranstaltet Kongresse und Ausstellungen zu Themen der griechischen Archäologie.